# Ahlem Belhadj
Ahlem Belhadj (àrab: أحلام بالحاج)  (Korba, 1964 - Tunis, 11 de març de 2023) fou una psiquiatra infantil tunisiana i professora de medicina, militant a favor de la democràcia a Tunísia. Fou presidenta en dues ocasions de l'Associació Tunisiana de Dones Demòcrates, creada el 1989.

## Biografia

### Formació i professió
Naix el 1964 a Korba, a la zona mediterrània del cap Bon. Son pare fou professor i batle de la ciutat durant 20 anys. Ahlem fou esportista i durant l'adolescència formà part de l'equip nacional d'atletisme en salt de llargada i cursa de 100 metres llisos.
El 1982, entrà en la Facultat de Medicina de Tunísia. S'hi especialitzà en psiquiatria infantil. Més endavant fou professora de la facultat de medicina de Tunísia.

### Compromís polític
El seu primer contacte amb l'activisme fou el 8 de març del 1983, Dia Mundial de les Dones, al costat de Saida Rached Aoun, abans d'incorporar-se a l'esquerra per reivindicar la celebració del 18é congrés de la UGET.(3)
Entrà en la Unió general d'estudiants de Tunísia, acompanyada de Sadri Khiari, Olfa Lamloum i Jalel Ben Brik Zoghlami, el seu futur marit, germà del periodista i escriptor Taoufik Ben Brik. El 1992, s'incorporà a l'Associació Tunisiana de Dones Demòcrates (ATFD), creada al 1989, presidida per Hédia Jerad i en formà part de la direcció. Va exercir dos mandats presidencials, i és per això que rebé, en nom de l'associació, el Premi Simone de Beauvoir per a la llibertat de les dones el 2012.(3)
El 1993, es casà amb Jalel Ben Brik Zoghlami, un jurista a qui negaren el dret d'exercir d'advocat per ser germà de Taoufik Ben Brik, considerat enemic del règim de Zine El Abidine Ben Ali. Abandonà provisionalment Tunísia i marxà a l'estat francés. A la Universitat Pierre i Marie Curie de París obtingué l'especialització en psicopatologia cognitiva. De retorn a Tunísia, amb dues filles de poca edat, continua la seua militància. El 2004 fou presidenta de la ATFD, per dos anys. Un poc després, el seu marit és empresonat durant vuit mesos.(3)
El 2010 i 2011, participà en les manifestacions de la revolució tunisiana, que condueixen, al gener del 2011, a l'eixida de Ben Ali. El 2012, esdevé presidenta de la ATFD, fins al gener del 2016.(3)